# Empfertshausen
Empfertshausen település Németországban, azon belül Türingiában. Lakosainak száma 509 fő (2023. december 31.). Empfertshausen Kaltennordheim és Zella/Rhön községekkel határos.

## Népesség
A település népességének változása:
| Lakosok száma | 549  | 540  | 515  | 523  | 509  |
|               | 2017 | 2019 | 2021 | 2022 | 2023 |